# Myristica tristis
Espèce
Statut de conservation UICN

 VU D2 : Vulnérable
 Myristica tristis subsp. louisiadensis 
Statut de conservation UICN

 VU D2 : Vulnérable
 Myristica tristis subsp. sessilifructa 
Myristica tristis est une espèce de plantes du genre Myristica de la famille des Myristicaceae.

## Liste des sous-espèces
Selon Catalogue of Life (18 septembre 2020) :
- sous-espèce Myristica tristis subsp. ingambitensis
- sous-espèce Myristica tristis subsp. louisiadensis
- sous-espèce Myristica tristis subsp. moluccana
- sous-espèce Myristica tristis subsp. sessilifructa
- sous-espèce Myristica tristis subsp. tristis

Selon Tropicos (18 septembre 2020) :
- sous-espèce Myristica tristis subsp. louisiadensis W.J. de Wilde